# Koňaboj
Koňaboj je moravská hudební skupina na pomezí folk-rocku a world music. Založena byla v roce 2002 ve Vyškově a od svého vzniku hraje moravské a slovenské lidové písně v rockovém podání.
V roce 2003 zvítězila na folkovém festivalu Zahrada v Náměšti na Hané. Ještě v témže roce skupina Koňaboj zamířila do hudebního studia (AV studio ve Vyšším Brodě) a v roce 2004 jí vyšlo u Indies Records (v současné době již Indies Scope) debutové album Já sa koňa bojím. Na natáčení alba se podílela i cimbálová muzika Zádruha z Dolních Bojanovic. Album obsahuje celkem 15 písní a najdete mezi nimi např. Dojdi ty, šohajku, Padalo jabĺčko nebo Dvanasta hodyna.
V únoru 2006 vydala skupina u Indies Records v pořadí již své druhé album s názvem Omalovánky. Deska byla natočena ve studiu Tritón v Horních Černůtkách a závěrečné míchání a mastrování probíhalo pod patronací Miroslava Hrona. Tentokrát si Koňaboj jako hosty k nahrávání dvou písniček přizval hráče na dechové nástroje, se kterými se představil už na festivalu Zahrada 2005. Na albu najdete např. skladby Ej, lásko, lásko, Ej, ňechodce parobci či Dej mně, Bože, ten dar.
Na začátku roku 2009 skupina oznámila ukončení činnosti, ale už v červnu se opět vrací ke koncertování v pozměněné sestavě. V té době rovněž započala příprava skladeb pro třetí studiové album, které však spatřilo světlo světa až v roce 2011. Album nese název Zdálo sa ně, zdálo a opět vyšlo u Indies Scope. Kromě stejnojmenné titulní skladby najdete na albu dále např. skladby Slavíček zpívá, V zeleném hájíčku nebo Od Poľany tichý vetrík povievá, kterou nazpívala slovenská zpěvačka lidových a duchovních písní Anna Servická.
V letech 2013–2016 skupina Koňaboj opět přerušila koncertní i tvůrčí činnost, avšak v roce 2017 již vydala singl Hradišťu, Hradišťu a v téměř původní sestavě se opět vrátila na pódia.

## Členové
- David Řehák – sólová kytara, aranžmá
- Jiřka Šánová – zpěv, doprovodná kytara, aranžmá
- Milan Šána – housle, mandolína, zpěv, flétna, kytara, djembé, aranžmá
- Martin Kovář – kytara, zpěv
- Miloslav "Kocór" Kocourek – basová kytara
- Jaroslav Cabal – bicí nástroje, perkuse

## Exčlenové
- Dáša Bukvaldová (2002–2005) – flétny
- Martin Straka (2002–2008) – basová kytara
- Karel Dufek (2002–2008) – bicí nástroje
- Tomáš Béza (2002–2009) – kontrabas, zpěv, perkuse
- Tomáš Kedzior (2008–2009) – basová kytara
- Lenka Kubíková (2008–2009) – zpěv
- Jaroslav Novotný (2011–2012) – basová kytara
- Zdeněk "Palouček" Paseka (2008–2012) – bicí nástroje, perkuse

## Diskografie
- Alba

1. Já sa koňa bojím (10. března 2004, Indies Records)
2. Omalovánky (22. února 2006, Indies Records)
3. Zdálo sa ně, zdálo... (březen 2011, Indies Scope)

- Singly

1. Hradišťu, Hradišťu (září 2017, Indies Scope)

- Kompilace

1. ČAROHRANÍ - Z kořenů moravského folklóru (21. srpna 2003, Indies Records)
2. Sampler Indies & Vltava 2004 (1. listopadu 2004, Indies Records)
3. Indies Records 2004 & Best Of 15 Years (21. února 2005, Indies Records)
4. Legendy českého folku 2 (26. září 2005, Indies Records)
5. Bongo BonBoniéra (2010, Indies Scope) – píseň Já mám koně
6. Bongo BomBarďák (2011, Indies Scope) – píseň Hnalo dívča krávy